# Al oeste de Río Grande
Pour plus de détails, voir Fiche technique et Distribution.
Al oeste de Río Grande est un western espagnol sorti en 1983, réalisé par José María Zabalza.

## Synopsis
Une modeste famille mexicaine entreprend de se déplacer vers l'Ouest américain, après le triomphe des troupes du Nord sur celles du Sud, dans le but de s'implanter sur ces terres. Mais au milieu du désordre social de ce qu’on appelle le Far West, des personnages émergent qui tentent de maintenir un certain état de droit en jugeant et en exécutant quiconque leur apparaît comme un criminel.

## Fiche technique
- Titre : Al oeste de Río Grande
- Réalisation : José María Zabalza
- Scénario : José María Zabalza
- Genre : western
- Musique : Ana Satrova
- Production : Uranzu Films
- Photographie : José de la Rica
- Format d'image : couleur[1]
- Montage : Pedro Peiroten
- Durée : 75 min
- Pays de production :  Espagne
- Langue originale : espagnol
- Date de sortie : 1983
- Recette : 27 129,03 euros (4 513,891 ptas)[2]

## Distribution
Sauf indication contraire, les informations mentionnées dans cette section peuvent être confirmées par la base de données cinématographiques IMDb,  présente dans la section « Liens externes ».
- Aldo Sambrell : Juan Sanchez
- Cándida López : Maria Sanchez
- Joaquín Gómez : un Apache
- Miguel de la Riva : hors-la-loi en imperméable
- Remedios Hernández : squaw apache
- Roberto Samsó
- Víctor Iregua
- Daniel Galán
- Juan José Gómez
- Modesto Blanch (es)
- Paco Catalá
- José María García
- Sidney Ling
- Julie La Rousse
- John Holland
- Sisi Dean
- Eva Montes